# Mielki (Litwa)
Mielki (lit. Melkys) – wieś na Litwie, w okręgu wileńskim, w rejonie wileńskim, w gminie Mejszagoła, nad jeziorami Mielkowskim i Toczyłowskim oraz przy drodze krajowej 108.
Współcześnie w skład miejscowości wchodzi także dawna kolonia Słobodziszki (lit. Slabadiškės).

## Historia
Pod zaborami wieś i folwark; w II Rzeczypospolitej zaścianek, kolonia i majątek ziemski. W XIX i w początkach XX w. położone były w Rosji, w guberni wileńskiej, w powiecie wileńskim. Po I wojnie światowej pod administracją polską, w Zarządzie Cywilnym Ziem Wschodnich. W latach 1920–1922 w składzie Litwy Środkowej.
Od 11 kwietnia 1922 leżały w Polsce, w województwie wileńskim, w powiecie wileńsko-trockim, w gminie Mejszagoła. W 1931 miejscowość liczyła:
- kolonia Mielki – 101 mieszkańców, zamieszkałych w 15 budynkach,
- majątek Mielki – 11 mieszkańców, zamieszkałych w 2 budynkach,
- zaścianek Mielki – 4 mieszkańców, zamieszkałych w 1 budynku.
- folwark Słobodziszki – 10 mieszkańców, zamieszkałych w 1 budynku.

Po II wojnie światowej w granicach Związku Sowieckiego. Od 1991 na niepodległej Litwie.